# Volatilità (chimica)
La volatilità è una proprietà chimico-fisica che rappresenta la tendenza di un solido o di un liquido rispettivamente a sublimare o a vaporizzare. In generale, sono considerate volatili le sostanze che, in determinate condizioni di pressione e temperatura, presentano elevata tensione di vapore. In altre parole il sistema tende ad evolvere spontaneamente verso lo stato aeriforme, raggiungendo il massimo livello di stabilità relativo alle condizioni in oggetto.

## Descrizione
Considerato, ad esempio, un sistema binario liquido-vapore di due sostanze A e B ad una certa temperatura e pressione, si dice volatilità relativa di A rispetto a B il rapporto tra le loro tensioni di vapore misurate ai valori di temperatura e pressione fissati. In formule:
{\displaystyle \alpha _{A}={\frac {p_{A}^{s}}{p_{B}^{s}}}={\frac {\frac {Py_{A}}{x_{A}}}{\frac {Py_{B}}{x_{B}}}}={\frac {x_{B}}{x_{A}}}\cdot {\frac {y_{A}}{y_{B}}}={\frac {1-x_{A}}{x_{A}}}\cdot {\frac {y_{A}}{1-y_{A}}}}
La volatilità relativa è molto importante nella progettazione di colonne di distillazione in quanto, per ricavare il grafico necessario per il metodo di McCabe-Thiele, permette di definire la frazione molare in fase vapore di un sistema bicomponente attraverso un'equazione valida sia per miscele ideali che non ideali:
{\displaystyle y_{A}={\frac {\alpha _{A}x_{A}}{1+(\alpha _{A}-1)x_{A}}}}
La velocità con cui avviene il processo di evaporazione dipende da diversi fattori:
- la tensione di vapore (maggiore è il suo valore più volatile risulta il liquido);
- il calore latente di vaporizzazione (energia necessaria a trasformare in vapore la massa unitaria di un liquido);
- l'area della superficie esposta del liquido;
- la temperatura a cui avviene l'evaporazione.

La volatilità è una caratteristica particolarmente importante per le benzine, in quanto se non risulta ben bilanciata è fonte di malfunzionamenti nei motori. Per avere una volatilità bilanciata la benzina deve essere composta da più frazioni petrolifere. La volatilità dei solventi è una caratteristica sfruttata per ottenere facilmente composti purificati.